# Hensmania
Hensmania es un género  de plantas monocotiledóneas perteneciente a la familia Xanthorrhoeaceae. Incluye tres especies nativas de Australia.

## Especies
A continuación se brinda un listado de las especies del género Hensmania aceptadas hasta marzo de 2011, ordenadas alfabéticamente. Para cada una se indica el nombre binomial seguido del autor, abreviado según las convenciones y usos, y la publicación válida. Finalmente, para cada especie también se detalla su distribución geográfica.
- Hensmania chapmanii Keighery, in Fl. Australia 45: 486 (1987). Australia Occidental.
- Hensmania stoniella Keighery, in Fl. Australia 45: 486 (1987). Oeste de Australia Occidental.
- Hensmania turbinata (Endl.) W.Fitzg., Proc. Linn. Soc. New South Wales 28: 106 (1903). Oeste y Sur de Australia Occidental.